# 藤邑鈴香
藤邑 鈴香（ふじむら すずか、1987年8月3日 - ）は、日本の女性声優。東京都出身、同都在住。血液型はO型。桃塾（4期生）修了。フリー。
現在は「悶々ジャグジー」というチャンネルを開設しYouTuberとして活動する傍ら、ふじもん（元 藤邑鈴香）という名前で野球関連のイベントに出演している。

## 人物
声優を目指したきっかけは、もともとアニメやゲームが好きで、声だけで全てを表現する声優に憧れを持っていたことと、高校生の頃友達の家にあった声優の雑誌を読んでいたところ、そこに出ていた榊原ゆいに一目惚れしてその後ネットなどでも調べてるうちに憧れを強く抱くようになり、「いつか一緒に仕事がしたい」と思うようになったことから。
その榊原ゆいとは2013年9月23日開催のイベント「LIVE ENTERTAINMENT 〜A FLASHBACK〜アテレコ＆ソング2013」において同じ舞台に立つことができ、デビュー前からの夢を叶えた。
アイドル鑑賞のほか、野球の試合観戦を趣味とし、好きなチームに阪神タイガースを挙げている。足ツボのマッサージが得意。
2009年にアトリエピーチを一度退所した。社会で揉まれた後「やっぱり私は声優をやりたいんだ」と確信し、再度桃塾に入りなおして2012年に改めてデビューした。
2023年1月にアトリエピーチを退所、以降はフリーランスとして活動する。

## 出演

### アダルトゲーム

#### 2007年
- 空蝉に触れるもの（護身剣）
- みこみこランブル（八酒 鈴葉）
- 牝教師2 〜淫従の螺旋〜

#### 2008年
- 女医とナース（藤垣 美紀）
- ウィザーズクライマー（クレリア）
- 母娘隷嬢調教～連鎖する堕落の輪～（川原 綾香）
- WiZARD GiRL AMBiTiOUS（御剣 桜、リディア）
- 麗しの奴隷姫ティアリス〜肉欲の受胎接待〜（ティアリス）
- 私立温泉学園〜スク水でお風呂に入っちゃダメですか?（中井 晴香、岡崎 めぐみ、安藤 沙希）

#### 2009年
- あきまほ!
- 魔界プリンセスシリーズ
  - あまあね魔界プリンセス・エリスはエロイチャ孕み妻!～好きなだけ出して♪全部子宮で飲んであげる～（桐生 サラ）
  - ツンデレ魔界プリンセス・アリサと孕ませ新婚生活!～全部出すまで抜いちゃダメ!ぜったい受精させなさいよね!～（桐生 サラ
  - クーデレ魔界プリンセス・サラと吸精孕ませライフ!〜好きなだけ子宮に注いで妊娠させなさい〜（桐生 サラ）
- 忍流（ティオ）
- 私立温泉学園2時間目〜お風呂でレズしちゃダメですか?〜（中井 晴香、岡崎 めぐみ、安藤 沙希）
- 私立温泉学園3時間目〜イレクトで3Pしちゃダメですか?〜（中井 晴香、岡崎 めぐみ、安藤 沙希、真中 洋子）
- DAISOUNAN（尚美、ミズン部下、風紀委員長）

#### 2012年
- 触り放題!ハメ放題!公然恥辱のライセンス〜携帯一つで無法モード!生意気ギャルをキモオヤジのテクでアッヘアヘにしてやるよ!〜（倉木 沙梨菜）[8]
- 九十九の奏〜欠け月の夜想曲〜（霜見 晶子）
- キミへ贈る、ソラの花（中條 杏[9]）

#### 2013年
- ドラゴンズレイド2 催眠魔法と巨乳娘（ねこまた娘、シルフィード娘）[10][11]
- end sleep（西野 花夜子[12]）
- D.C.III R 〜ダ・カーポIII アール〜（芳乃 シャルル / シャルル・マロース）[13][14]
- D.C.III R 〜ダ・カーポIII アール〜X-rated（芳乃 シャルル / シャルル・マロース）[15][16]
- BUNNYBLACK 3（キュリハ[17]）
- にゃんカフェマキアート〜猫がいるカフェのえっち事情〜（猫屋敷 ぺるしゃ）
- 1番じゃなきゃダメですかっ?（笹本 雪羽）

#### 2014年
- D.C.III P.P. 〜ダ・カーポIII プラチナパートナー〜（芳乃 シャルル[18]）
- クリムゾン・ルナティクス（弧隠 露羽）[19]
- アウトベジタブルズ（怪盗メイド）[20]
- 催眠パラノイア!（遊佐 美月）[21]
- OH!! マイクロマン 〜小さくなって女の子の色んなトコロに入っちゃお!〜（安角 麻由莉）[22]

#### 2015年
- W妹ヴィジョナリー（二ノ宮 亜里紗）[23]
- 炎の孕ませもっと!発育っ!身体測定2（秀島 凛子）[24]
- 悪魔娘の看板料理（その他）[25]
- W恋ヴィジョナリー（二ノ宮 亜里紗）
- 恥辱の制服（豊森 綾）[26]
- 催眠隷姫（アキレア）[27]
- Love and Peace（貫田 海）[28]
- JKトラブめいん"s（瀬里沢 朋香）[29]
- その古城に勇者砲あり!（ポチ）
- 賢者の贈り妹（安里 杏莉）[30]
- わんにゃん☆アラモード! 〜どっちにするの?わんにゃんHなカフェ事情!〜（犬甲斐 しのの）[31]

#### 2016年
- 働くオトナの恋愛事情（川上 美鳥）
- ハーレムゲーム〜俺はコレのおかげでエロゲーの主人公になれました!〜（八重咲 エリカ）
- グリモ☆ラブ〜放課後のウィッチ〜（雨能 緋凪）
- ビッチ姉ちゃんが清純なはずがないっ!（富士川 向日葵）[32]
- プラネットドラゴン（アクア）
- カスタムメイド3D2＋ ACT.2（ギンガ・S・ナメイド）
- D.C.III With You 〜ダ・カーポIII〜 ウィズユー（シャルル・マロース/芳乃 シャルル）[33]
- 炎の孕ませおっぱい★エロアプリ学園（ニ弧崎 璃恋）
- 俺が校則!中出し以外は校則違反!!!～女子校生全員中出し完全制圧計画～（柚子 真柚子）
- 白衣の天使はお世話好き!～ラブラブエッチな入院生活～（成田 きさら）

#### 2017年
- 女子限定♪孕ませハーレム学園都市 ～学園も街も牝も全てはご主人様のために! 欲望のまま肉オナホ受精をお楽しみください♪～（赤井 麗）
- らぶらぶシスターズ ～花嫁＆姉妹達とのドキドキハーレム生活～（瑠璃唐草 ひかり）
- 働くオタクの恋愛事情（桜乃 いろは）
- 呪いの魔剣に闇憑き乙女（ニーナ）
- 星空TeaParty えくすとら ～「恋愛」はじまりました!～（メンタコ）
- 異世界ハーレムダンジョンマスター ～エロトラップで姫騎士パーティー&魔王をヤリまくり! 孕ませ地下帝国建設♪～（リゼット）
- 領地貴族（ナレーション）
- はらかつ!2 ～子作りエッチでお悩み解決～（楽間川 千里）
- D.C.III DreamDays 〜ダ・カーポIII〜 ドリームデイズ（芳乃 シャルル）
- 姉姉W催眠2 ～巨乳女上司痴漢、巨乳人妻寝取り、鬼畜中出しで孕ませてやる!～（海堂 夏妃）
- 魔法戦士 ENDLESS DESIRE（百合瀬 莉々奈）

#### 2018年
- 働くオトナの恋愛事情2（淺野川 そら）
- ひとつ屋根の、ツバサの下で（神野 菜穂子）
- Tropical Liquor（アンナ）
- プリケツ巨乳に育った親戚の娘たちがクソシコかったのでアヘらせていつでもヤれる孕ませオナホにした件（花音）
- 魔法戦士イクシードナイツ -新たなる世界の女神たち-（百合瀬 莉々奈）
- Hではじまるシェアハウス（加賀見 冬華）
- 冤罪で騒いだメス学生どもをガチハメ矯正してチン媚び孕み穴にしてやった（雨宮 美波）
- ハーレムゲーム アフターストーリー（八重咲 エリカ）
- 白衣の天使はお世話好き! ～ラブラブエッチな入院生活～ アナザーストーリー（成田 きさら）
- 悪魔聖女 ～デーモンガール・ステップ～

#### 2019年
- 姉姉W催眠DX ～催眠で6人の巨乳姉達を貪り孕ます欲望の宴!～（海堂 夏妃）
- デカ乳ムチ尻BBA騎士団 ～歴戦の女騎士も巨根には勝てない! 爆乳爆尻牝にエロ酷いことし放題の絶対忠誠ハーレム♪～（ビルギット）
- 魔法戦士エクストラステージ3 ～引き裂かれた女神たち～（シンフォニックリリー）

#### 2021年
- 家をたまり場にするデカパイギャルたちを巨チンでわからせ! ～メス猿共をハメ回すだけの孕ませハーレム性活!～ （莉々[34]）

#### 2022年
- 姫と婬欲のテスタメント （エリザ）
- 異世界の王国丸ごと俺の孕ませオナホハーレム! （シオン）
- 魔法戦士 Christmas Ignition（シンフォニックリリー）

### 一般ゲーム
- D.C.III P.S. ～ダ・カーポIII プラスストーリー～（2023年、芳乃シャルル / シャルル・マロース[35]）

### 同人ゲーム
- 放課後催眠倶樂部2（鷺ノ宮 花菜多）[36]
- ♥りながっこうせいかつ（藤崎 朱鳥）[37]
- みずぎ姉妹 エロエロ×ツンツン×ヘンタイ!（四条 夏芽）[38]
- スキすき!〜私のダーリン〜（薺 るい）[39]
- ネトラレたママは好きですか? ～教育ママと家庭教師～（松波 香織）

### ソーシャルゲーム
- エロがく〜エロと科学と学園モノ〜[1]
- イクシーズ[1]
- Lord of Walkure（レベッカ、紫苑、カイ）[1][40]
- 大冒険!ゆけゆけ☆おさわりアイランド[1]
- Quiz of Walkure（シラリー、レーリア）[41]

### ドラマCD
- D.C.III Side Stories（芳乃シャルル）
  - 第1話「失われた歓迎会の記憶を追え!」
  - 第2話「美琴のサプライズお誕生会!」
  - 第3話「さくらの願いと素敵な笹」

### Web番組
- 私設桃北学園放送部（パーソナリティ）
- スナック「新世界」より

### イベント出演
- バナナvsピーチ ジュニア対抗 春の大運動会（2013年4月27日）[42]
- お姉さま達といっしょ♪（2013年5月29日）[43]
- LIVE ENTERTAINMENT 〜A FLASHBACK〜アテレコ＆ソング2013
- プロ野球ファンの集い
- ピーチの女子会

### 舞台
- 舞台『D.C.III～ダ・カーポIII～君と旅する時の魔法』（2021年11月17日 - 21日、ニッショーホール）芳乃シャルル/シャルル・マロース 役[44]

### 歌
- Panic Planet 〜ぱにぷら〜（『DAISOUNAN』主題歌）
  - 歌：大野まりな、新堂真弓、小倉結衣、藤邑鈴香
- 放課後恋模様（『にゃんカフェマキアート 〜猫がいるカフェのえっち事情〜』OP曲）
  - 歌：あなたの背中でツメ研ぎ隊（美華（柚原みう）、ぺるしゃ、あめり（鈴谷まや））
- 爪を研ぐきみ（『にゃんカフェマキアート 〜猫がいるカフェのえっち事情〜』ED曲）
  - 歌：あなたの背中でツメ研ぎ隊Z（美華、ぺるしゃ、あめり、虎寅（藍川珪））
- ファンタスティック レストラン！（『悪魔娘の看板料理』主題歌）
  - 歌：妃咲みぁ、藤邑鈴香
- 恋色☆アラモード（『わんにゃん☆アラモード!』オープニングテーマ）
  - 歌：大野まりな、藤邑鈴香、綾音まこ、八尋まみ、風花ましろ